# An Jung Geun
An Jung-geun, también llamado Ahn Joong Gun o Ahn Jung-geun (2 de septiembre de 1879 / 26 de marzo de 1910) (안중근; 安重根; Nombre bautismal: Tomás) fue un activista de la independencia coreana, nacionalista, y panasianista.
El 26 de octubre de 1909, asesinó a Itō Hirobumi (伊藤博文), el primer primer ministro de Japón y luego residente general de Corea japonés, luego de la firma del Tratado de Eulsa, con Corea en la vera de la anexión japonesa.

## Religión
A los 16 años, An entró en la Iglesia católica con su padre, donde recibió el nombre bautismal "Tomás" (多默; 도마), y aprendió francés. Mientras huía de Japón, An buscó refugio con un sacerdote francés de la Iglesia Católica en Corea llamado Wilhelm (su nombre coreano era Hong Seok-ku; 홍석구; 洪錫九) quien lo bautizó y lo escondió en su iglesia por varios meses. El sacerdote instó a An a leer la Biblia y luego mantuvo una serie de discusiones con él. Mantuvo sus creencias religiosas hasta su muerte, encomendándole a su hijo que se volviera sacerdote en una carta a su esposa.

## Asesinato de Ito Hirobumi
En 1909, An decidió asesinar a Ito Hirobumi, quien lideraba la colonización de Corea como Residente General de Corea. Ito iba a llegar a Harbin, Manchuria, para un encuentro con el Ministerio de Finanzas del Imperio Ruso. El 26 de octubre de 1909, An pasó a través de los guardias japoneses en la estación de tren de Harbin escondiendo un arma en su chaqueta.
Ito Hirobumi volvía de negociar con el representante ruso en el tren. An le disparó a Ito tres veces con una pistola FN M1900 en el andén. También le disparó a Kawagami Toshihiko (川上俊彦), el Cónsul General Japonés, Morita Jiro (森泰二郞), un Secretario de la Agencia de la Casa Imperial, y Tanaka Seitaro (田中淸太郞), un ejecutivo del Ferrocarril del Sur de Manchuria, quienes fueron seriamente heridos. Después del tiroteo, An gritó por la independencia coreana en ruso: "Корея! Ура!", y flameando la bandera coreana.
Luego de eso, An fue arrestado por guardias rusos quienes lo retuvieron dos días antes de entregarlo a las autoridades coloniales japonesas. Cuando se enteró de que Ito había muerto, se persignó en gratitud. Existe una cita suya: "Me he aventurado a cometer un crimen serio, ofreciendo mi vida por mi país. Este es el comportamiento de un patriota de mente noble." A pesar de las órdenes del obispo de Corea de no administrar los Sacramento a An, Fr. Wilhelm desobedeció y fue hacia él para darle la Extremaunción. Este último insistió para que sus captores lo llamaran por su nombre bautismal, Tomás.
En la corte, An insistió en ser tratado como un prisionero de guerra, como lugarteniente general del ejército de resistencia coreano, en lugar de como a un criminal, y citó 15 crímenes que había cometido Ito que lo convencieron de asesinarlo.
| 1.  | Asesinato de la Emperatriz coreana Myeongseong. | 2.  | Destronamiento del Emperador Gojong.                                                  |
| 3.  | Forzar 14 tratados desiguales en Corea. | 4.  | Masacres de coreanos inocentes.                                                       |
| 5.  | Tomar el poder en Corea por la fuerza. | 6.  | Demoler carreteras, minas, bosques, y dragar ríos coreanos.                           |
| 7.  | Forzar el uso de bonos bancarios japoneses. | 8.  | Desbandar las fuerzas armadas coreanas.                                               |
| 9.  | Obstruir la educación de los nativos de su país. | 10. | Expulsar estudiantes coreanos.                                                        |
| 11. | Confiscar y quemar libros de texto coreanos. | 12. | Desperdigar el rumor en el mundo de que los coreanos deseaban la protección japonesa. |
| 13. | Engañar al Emperador Japonés diciéndole que las relaciones entre Corea y Japón eran pacíficas cuando en realidad era que estaban llenas de conflictos y hostilidades. | 14. | Romper la paz en Asia.                                                                |
| 15. | Asesinato del Emperador Komei. |     |                                                                                       |

## Homenajes
- Al igual que otros personajes históricos de Corea, Ahn Joong Gun recibió su reconocimiento por parte del General Choi Hong Hi creador del Taekwondo. En este sentido, Choi denominó al TUL para 4.º GUP (cinturón azul) como Joong Gun Tul y para su descripción citó lo siguiente:

Se denomina Joong Gun al tul asignado a la categoría 4º GUP, el cual lleva esa denominación en homenaje al patriota Ahn Joong Gun, quien en 1909 asesinó a Ito Hirobumi, Gobernador General de Japón en Corea que se hiciera conocido por promover la anexión de Corea  al Imperio Japonés. Este tul se compone de 32 movimientos, los cuales representan la edad en la que el señor Ahn fue ejecutado en la prisión de Lui-Shung, en el año 1910.
Descripción del Tul Joong Gun

Una confusión muy recurrente a la hora de leer los números de este tul, radica en el hecho de hacer coincidir la cantidad de movimientos con la edad de muerte de Ahn Joong Gun, ya que si bien fue ejecutado a los 30 años de edad según el calendario gregoriano, el tul sugiere que fue a sus 32 años de edad. Esta controversia se resuelve a partir de la teoría de una forma distinta de calcular la edad por parte de la cultura coreana, lo que permitiría acreditarle a Ahn la edad de 32 años según el calendario coreano. Según esta última teoría, en Corea se asignaba edad desde la gestación misma del ser humano, siendo asignada una sal (período etario menor a un año normal) a su edad. Al mismo tiempo, se agregaba una sal por cada año incompleto de vida, por lo que habiendo sido ejecutado a los 30 años, a tres meses de cumplir sus 31 y con una sal asignada a su período de gestación, se computan los 32 años asignados a la edad de Ahn.